# Kroktjärnen (Lycksele socken, Lappland, 715441-162299)
Kroktjärnen är en sjö i Lycksele kommun i Lappland och ingår i Öreälvens huvudavrinningsområde.